# Шахбанмирзаев, Ражабдибир Магомедович
Ражабдибир Магомедович Шахбанмирзаев (род. 20 марта 1998 года, с. Рахата, Дагестан) — российский волейболист, диагональный клуба «Локомотив».

## Биография
Родился 20 марта 1998 года в села Рахата, Дагестан. Выступал за команды «Дагестан» и «Грозный».
С августа 2020 года играет в клубе «Газпром-Югра».
9 сентября 2020 года стал лучшим игроком матча первого тура предварительного этапа Кубка России «Енисей» — «Газпром-Югра».
В сезоне 2020—2021 Ражабдибир принял участие в 32 матчах Суперлиги, набрал 480 очков и стал лидером лиги по общему числу атак.